# 장바티스트 비오

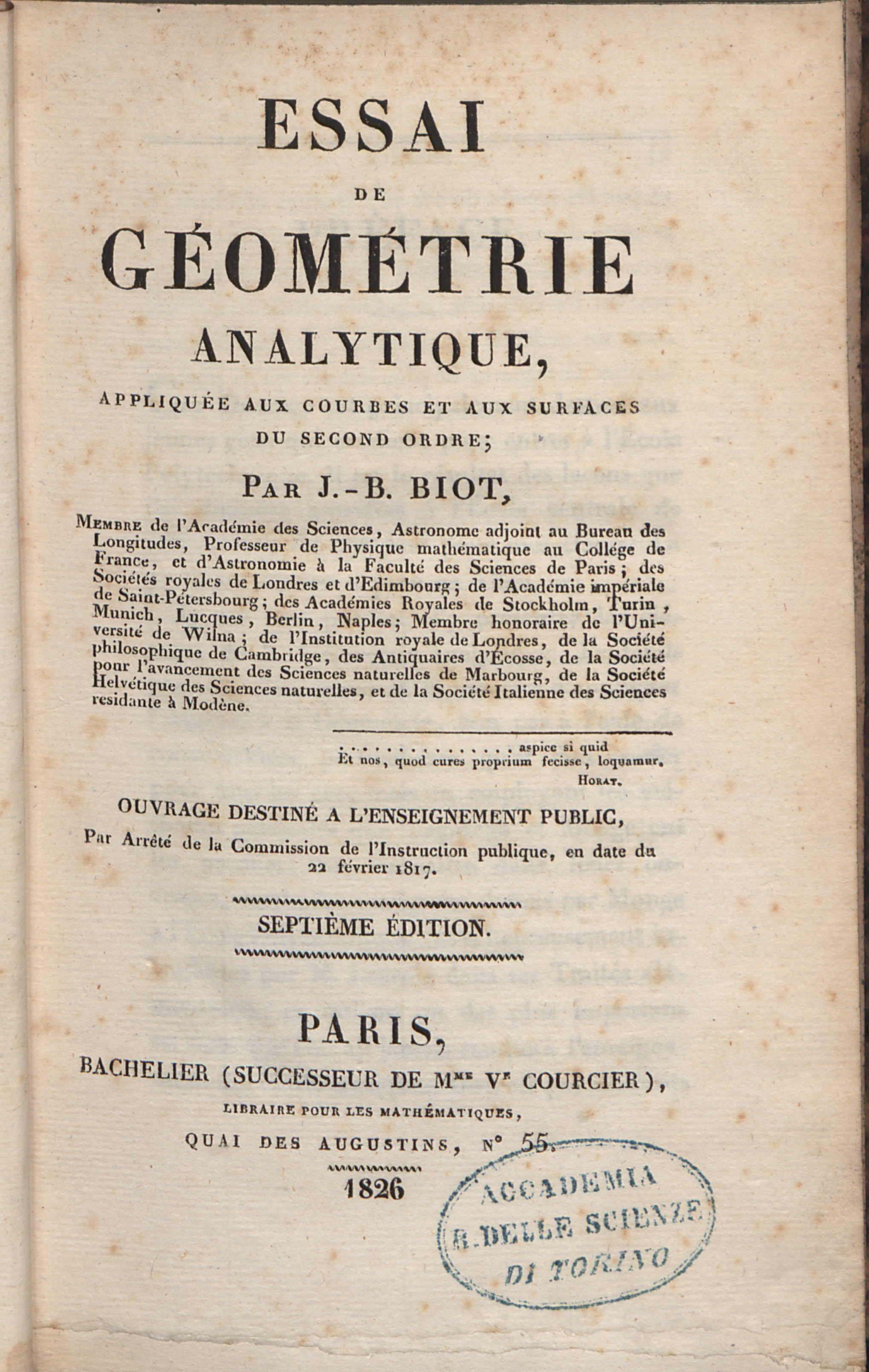
Essai de géométrie analytique, 1826

장바티스트 비오(Jean-Baptiste Biot, 1774년 ~ 1862년)는 프랑스의 수학자, 물리학자, 천문학자이다. 1797년에 우아즈주 보베(Beauvais)에 있었던 에콜 센트랄 드 루아즈(École Centrale de l'Oise)의 수학 교수를 역임하였으며, 1800년에는 콜레주 드 프랑스의 물리학 교수가 되었다. 1804년에는 조제프 루이 게이뤼삭과 함께 가벼운 기구를 타고 7300 m 상공을 날면서 자기와 공기의 성질을 연구하였으며, 편광에 관한 연구로 랭포드상을 수상하였다. 1820년에는 펠릭스 사바르(Félix Savart)와 함께 전류가 자석에 미치는 힘에 관하여 비오-사바르 법칙을 세웠다. 대표 저서로는 《실험 물리학과 수학 논문집》이 있다.